# Charles Cailler
Charles Cailler   (Ginebra, 20 de febrer de 1865 - Ginebra, 30 de gener de 1922) va ser un matemàtic suís.

## Vida i Obra
Cailler va estudiar a les universitats de Ginebra i de Berlín, obtenirnt el doctorat el 1887. A la mort de Charles Cellèrier el 1889 va començar la seva docència a la universitat de Ginebra. També va ser l'editor dels treballs pòstum de Cellèrier.
La tardor de 1921 es va veure obligat a retirar-se per malaltia i va morir uns mesos després, al començar el 1922. En morir va deixar sense publicar un tractat de mecànica analítica, que va ser editat pel seu deixeble Henri Fehr.
Els seus treballs van ser sobre equacions diferencials i cinemàtica.